# گفتگو در کاتدرال

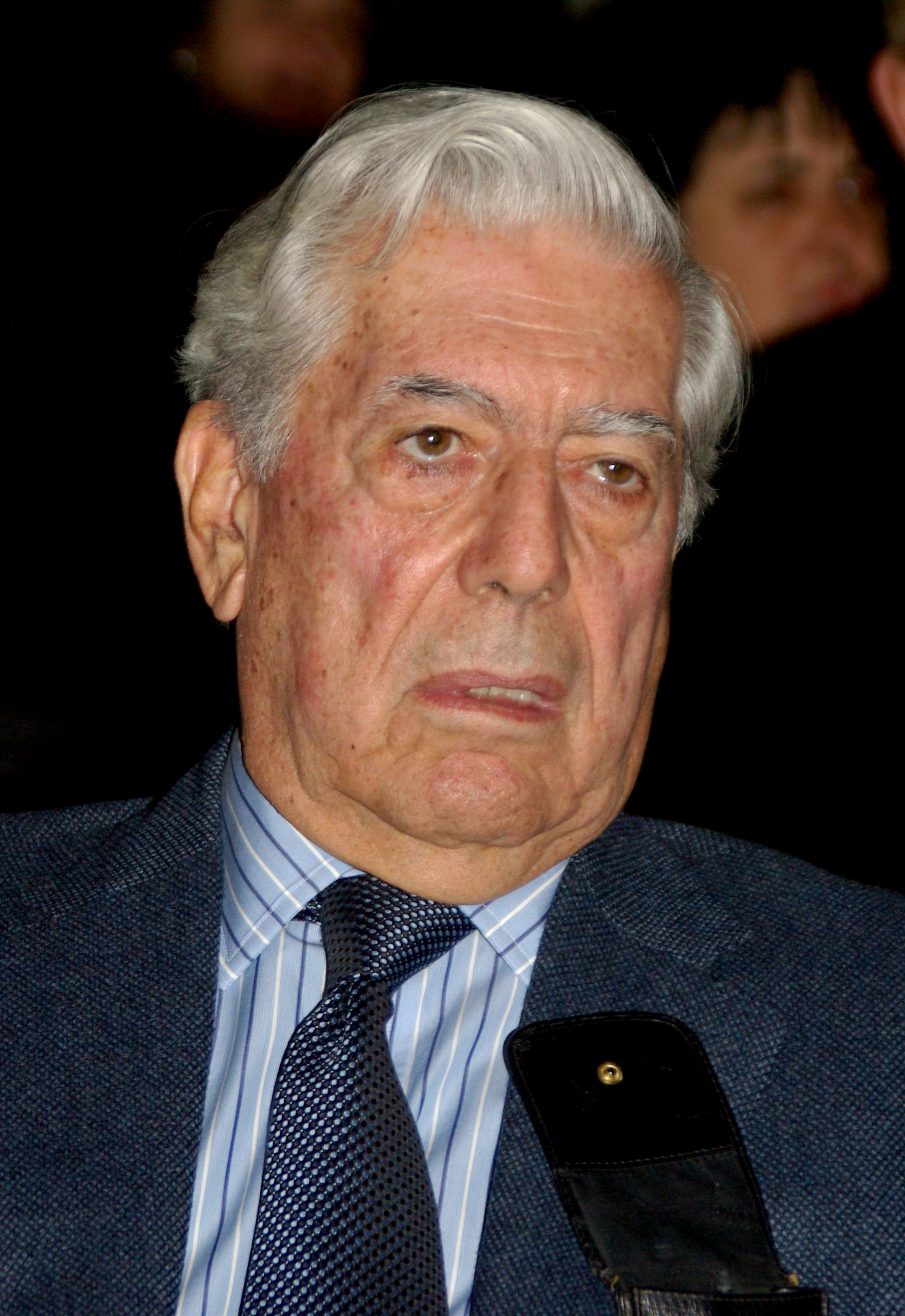
نویسنده کتاب، ماریو بارگاس یوسا

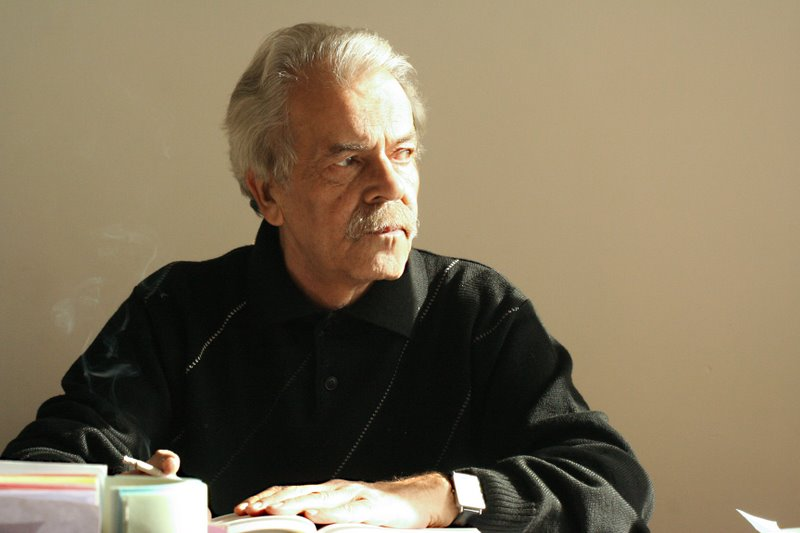
عبداله کوثری، مترجم

گفتگو در کاتدرال (به انگلیسی Conversation in the Cathedral)، (به اسپانیایی Conversación en La Catedral) رمانی سیاسی اثر ماریو بارگاس یوسا است. نویسنده این اثر برنده جایزه نوبل ادبیات سال ۲۰۱۰ شده‌است. زبان اصلی این کتاب اسپانیایی است و نخستین بار در  اسپانیا منتشر شد. حجم کتاب آن چنان زیاد بود که در چاپ نخست در دو مجلد منتشر شد.(عکس). بارگاس یوسا درباره این کتاب خود گفته است: «اگر مجبور شوم روزی از میان آتش یکی از کتاب‌هایم را نجات دهم، آن کتاب گفتگو در کاتدرال است.» 
گفتگو در کاتدرال سومین رمان نویسنده است که در محیط شهر لیما شکل می‌گیرد و ۶۷۶ صفحه دارد.
این کتاب را عبدالله کوثری به فارسی ترجمه کرده است.